# NGC 5429
NGC 5429 је двојна звезда у сазвежђу Девица која се налази на NGC листи објеката дубоког неба.
Деклинација објекта је - 6° 2' 16" а ректасцензија 14h 3m 33,3s. Привидна величина (магнитуда) објекта NGC 5429 износи 11,4.